# Mezi nima
Mezi nima je třetí studiové album skupiny Divokej Bill, bylo vydáno v roce 2003.

## Seznam písní
- Bagdád
- Pocit
- Znamení
- Malování
- Kvůli holkám
- Vokna
- Armáda
- Mrazík
- Kolem sebe
- Kotle
- Na tvý louce zelený